# غلامعلی افروز
غلامعلی افروز (متولد ۵ آذر ۱۳۲۹)، چهره ماندگار روان‌شناسی ایران، استاد ممتاز دانشگاه تهران و روان‌شناس ایرانی، عضو شورای سازمان پژوهش و برنامه‌ریزی آموزشی ایران و بنیان‌گذار و رئیس سابق سازمان نظام روان‌شناسی و مشاوره است. او مدتی ریاست دانشگاه تهران و مدتی نیز ریاست دانشکده روان‌شناسی دانشگاه تهران را بر عهده داشت. ایشان یکی از برگزیدگان چهارمین دوره جایزه علمی علامه طباطبایی بنیاد ملی نخبگان در سال ۱۳۹۳ می‌باشند.

## زندگی
در مهر ۱۳۴۸ وارد دانشگاه تهران شد و در بهمن ۱۳۵۱ با رتبهٔ اول در مقطع کارشناسی رشتهٔ روان‌شناسی فارغ‌التحصیل شد. در اواخر سال ۱۳۵۲ با استفاده از بورس تحصیلی دانشگاه تهران، دورهٔ کارشناسی ارشد و دکتری روان‌شناسی و آموزش کودکان استثنایی را در دانشگاه ایالتی میشیگان گذراند و به عنوان نخستین فارغ‌التحصیل ایرانی در این رشته در دانشگاه میشیگان، موفق به اخذ مدرک دکتری شد.
در سال ۱۳۷۱ به درجهٔ استادی نائل شد و در سال ۱۳۷۳ به عنوان استاد نمونهٔ دانشگاه‌های کشور انتخاب شد. وی در سال ۲۰۰۸ برای پژوهش دربارهٔ نشانگان داون برندهٔ جایزهٔ سازمان بهداشت جهانی شد. افروز در سال ۱۳۸۸ به عنوان اولین استاد ممتاز دانشگاه تهران برگزیده شد. او در سال‌های اول پس از انقلاب، مدتی به عنوان کاردار سفارت ایران در انگلستان فعالیت می‌کرد. وی سابقه چند سال ریاست سازمان آموزش و پرورش استثنائی کشور را دارد.

## فعالیت‌های علمی
وی در چندین کار هنری به عنوان روان‌شناس تربیتی نظارت و همکاری داشته و صاحب تألیفات گوناگون در زمینه روان‌شناسی و تعلیم و تربیت می‌باشد که برخی از آن‌ها عبارتند از: «روان‌شناسی و تربیت کودکان و نوجوانان»، «روان‌شناسی تربیتی کاربردی»، «روان‌شناسی کودکان استثنایی»، «روان‌شناسی کودکان عقب ماندهٔ ذهنی»، «روان‌شناسی اختلالات رفتاری»، «اصول مشاورهٔ والدین کودکان استثنایی» و…، فعالیت در وزارت آموزش و پرورش به عنوان مشاور وزیر، تدریس در دانشگاه و عضویت در شورای عالی جوانان، از دیگر فعالیت‌های فرهنگی افروز می‌باشد.